# Ocotea euvenosa
Ocotea euvenosa  es una especie de planta en la familia Lauraceae. Es un árbol o arbusto endémico de Guatemala que fue únicamente registrado en el departamento de Alta Verapaz.